# Samira Bellil
Samira Bellil (24. listopadu 1972 – 4. září 2004) byla francouzská feministická aktivistka a bojovnice za práva dívek a žen.
Bellil se stala ve Francii slavnou díky své autobiografii Dans l'enfer des tournantes (V pekle „tournantes“ – výraz pro skupinové znásilnění), vydanou v roce 2002. Kniha pojednává o násilí, které ona a jiné mladé ženy zakoušely v převážně muslimském přistěhovaleckém předměstí Paříže, kde byla v pubertě opakovaně skupinově znásilněna gangy, vedené lidmi, které znala, jako následek těchto skutků ji opustila její rodina i přátelé.
Tato kniha je dostupná v anglickém překladu (přeložena Lucy R. McNair) pod názvem To Hell and back (Do pekla a zpět) s podtitulem The Life of Samira Bellil (Život Samiry Bellil).

## Život
Bellil se narodila alžírským rodičům v Alžírsku, ale její rodina migrovala do Francie a usadila na pařížském předměstí Seine-Saint-Denis. Její otec byl téměř okamžitě uvězněn a ona strávila 5 let u rodiny v Belgii, předtím než se vrátila k rodičům.
Jako teenager se Bellil bouřila proti roli muslimské ženy a chtěla žít svobodně jako francouzská žena.
Samira byla poprvé skupinově znásilněna, když jí bylo 14, byl to gang, jehož vůdce znala. Byla krutě bita a znásilňována celou noc. O měsíc později jeden z nejagresivnějších útočníků z oné noci ji sledoval a vytáhl za vlasy z vlaku, zatímco se ostatní pasažéři dívali stranou. Poté jím byla opět brutálně znásilněna.
Znásilnění nenahlásila až do doby, kdy jí její kamarádky řekly, že i ony byly sexuálně napadeny stejným gangem. Samira se rozhodla apelovat na francouzský právní system, aby stíhal útočníky, kteří ji napadli. Členové gangu byli odsouzeni na osm let.
Samiřini rodiče, kteří se cítili být zneuctěni tím, že měla nemanželský sex, ji vyhnali z domu.
„Lidé mimo komunitu nic nevědí“ a „Lidé v komunitě vědí, ale nechtějí mluvit,“ napsala Bellil.
Nakonec našla psychologa, který jí pomohl. Podstoupila léta terapie. Rozhodla se napsat knihu, aby ukázala ostatním mladým ženám, které se staly oběťmi hromadného znásilnění, cestu ven. „Je to dlouhá a obtížná cesta, ale je možná,“ do věnování napsala „mým sestrám v nesnázích“. Pro knihu použila své pravé jméno a na obálku umístila svou fotografii.
Zemřela v Paříži 7. září 2004 na rakovinu žaludku ve věku 31 let.

## Aktivismus
Brzy po vydání své knihy ji rodiče vyhodili v hanbě z domu a její sousedství ji vyloučilo. Její kniha vynesla na světlo světa problémy dívek žijících ve většinově přistěhovaleckých, převážně muslimských městech.
Samira se dostala do blízkosti hnutí Ni putes ni soumises („Ani děvky, ani podřízené“). Ve své knize odsuzuje skupinová znásilnění (tournantes) a popisuje, jak se přenesla přes oba své traumatické zážitky a přes potřebu pomsty. Knihu věnovala svým „přítelkyním, aby si uvědomily, že se člověk může vypořádat s traumaty“ a svému terapeutu Borisu Cyrulnikovi.
Později se stala pracovnicí s mladými lidmi.

## Fenoméntournante
Výraz “tournante” je francouzské slovo pro společnost (skupinu lidí). Je používán jako slangové označení pro hromadná znásilnění. Popisující skupinová znásilnění v muslimských imigrantských čtvrtích mladými gangy, které nenásledují tradiční muslimský styl oblékání jako například hidžáb.
Typickým scénářem je nalákaní nebo odvlečení cílové ženy na odlehlé místo, kde je poté brutálně a opakovaně znásilněna skupinou mužů, kteří se střídají v jejím znásilňování. Oběť je většinou trestána za západní chování. Dívky jsou pak zpravidla propuštěny, ale oběti znásilnění často nenahlásí ze strachu z odvety proti jejich rodinám. Ve skoro každém zaznamenaném případě mladých obětí, které nahlásily zločiny na nich spáchané, byly za nějaký čas opět chyceny a znásilněny.

## Ni Putes Ni Soumises
Bellil pomáhala založit aktivistickou skupinu mladých žen Ni putes ni soumises („Ani děvky, ani podřízené“), které veřejně řešilo problematiku násilí páchaného ve Francii na mladých ženách.
I díky knize Samiry Bellil a aktivistickému hnutí Ni Putes Ni Soumises se začala francouzská vláda a úřad starosty Paříže zabývat problematikou násilí páchaného na mladých ženách ve francouzských muslimských komunitách.

## Oficiální ocenění
Byla vybrána jako jedna z nových tváří Marianne (znak francouzské revoluce), a tím pádem patří mezi 12 tváří Francie. Její portrét byl umístěn na zdi Francouzského národního shromáždění.
V roce 2005 byla na její počest pojmenována škola v l’Île-Saint-Denis.

### Studie na téma tournantes
- Tournantes Documented cases in Paris In French
- "Tournantes : un phénomène international" French study on the tournante phenomenon in several countries, zipped pdf file
- 'No surprise' over group rape findings